# Wireless Leiden
Wireless Leiden is de naam van een stichting die een wifi-netwerk in de Nederlandse stad Leiden en omgeving, provincie Zuid-Holland, bouwt en beheert, dat digitale communicatie via onder meer het TCP/IP-protocol mogelijk maakt.
Het netwerk is gebouwd en wordt onderhouden door onbetaalde vrijwilligers. Er wordt voor het aansturen en beheren van het netwerk uitsluitend gebruikgemaakt van opensourcesoftware, die bovendien voor een groot deel door de eigen vrijwilligers is ontwikkeld.
Het succes van Wireless Leiden is vooral te verklaren door het feit dat er geen winstoogmerk is en dat het netwerk vrij toegankelijk is voor iedereen die zich binnen het dekkingsgebied van het netwerk bevindt. In de praktijk is dat Leiden, met een aantal randgemeenten.
Het draadloze netwerk van Wireless Leiden is volgens R. Flickenger een van de meest succesvolle en geavanceerde community-wifi-netwerken ter wereld.
Het netwerk van Wireless Leiden is een werkelijk draadloos netwerk, in tegenstelling tot de netwerken in andere plaatsen, die bestaan uit een ondergronds (glasvezel)net, dat op een aantal plaatsen bij "hotspots" boven de grond komt.
Het netwerk beslaat niet alleen Leiden, maar er bestaan ook verbindingen met netwerken in buurgemeenten zoals Oegstgeest, Leiderdorp, Zoeterwoude, Katwijk, Kaag en Braassem en Aalsmeer (Westeinder plas).
Wireless Leiden is geregistreerd in de XIPI database als een goedgekeurde 'experimentele infrastructuur' binnen het EU Infinity Project.

## Ontwikkeling
Sinds 2006 werkt de Stichting Wireless Leiden in het kader van het Free Discovery-project samen met de Hogeschool Leiden en een aantal andere bedrijven en instellingen in de Leidse regio om nieuwe toepassingen van draadloze communicatie te ontwikkelen. Zo kan de combinatie van het draadloze computernetwerk van Wireless Leiden bijvoorbeeld met geavanceerde plaatsbepalingstechnieken allerlei mogelijkheden voor het aanbieden van nieuwe, locatiegebonden diensten bieden. Verder werkt Wireless Leiden samen met de Hogeschool Leiden aan een beveiligde toegang via het netwerk van Wireless Leiden tot het authentificatesysteem Eduroam, waarmee personen die een band hebben met universiteiten of hogescholen in kunnen loggen op het netwerk van hun instelling.

## Internet
Via sponsoring kunnen gebruikers van Wireless Leiden via een aantal proxy's HTML-pagina's op het world wide web opvragen en e-mail via webmail, zoals Hotmail, Gmail en Yahoo! mail, versturen. In 2011 heeft Wireless Leiden het netwerk geschikt gemaakt voor gebruik zonder proxy-instellingen, wat met name interessant is voor het gebruik met een smartphone.